# 岩田勝彦
岩田 勝彦（いわた かつひこ、1951年または1952年 - 2015年9月17日）は、宮崎県出身の日本の柔道家。軽重量級及び95kg級の選手。

## 人物
天理大学4年の時に優勝大会でチームの優勝に貢献する活躍を果たして優秀選手にも選ばれた。1974年に宮崎県警察の所属となると、選抜体重別の軽重量級決勝で水戸南高校教員の白瀬英春を破って優勝した。続いてソウルで開催されたアジア選手権でも優勝し、今大会において全階級制覇を果たした日本選手団の一員として名を連ねることにもなった。1976年には全国警察柔道選手権大会の無差別で優勝した。1979年には講道館杯の95kg級決勝で九州産業大学職員の安河内春彦に敗れて2位だった。引退後は宮崎県柔道連盟理事に就任するも、2015年9月17日に悪性リンパ腫のため63歳で死去した。

## 主な戦績
- 1973年 - 優勝大会　優勝
- 1974年 - 選抜体重別　軽重量級　優勝
- 1974年 - アジア選手権　優勝
- 1976年 - 全国警察柔道選手権大会　無差別　優勝
- 1979年 - 講道館杯　2位

(出典、JudoInside.com)。